# Storlockouten i 1899
Storlockouten i 1899, også kendt som Hungerkrigen, var en arbejdskonflikt, der fandt sted i Danmark i 1899 og involverede en lockout af op mod 40.000 arbejdere over hele landet i et forsøg på at begrænse de spirende fagforeningers indflydelse. I optakten til konflikten blev Dansk Arbejdsgiverforening stiftet i 1896 og De Samvirkende Fagforbund i 1898. Storlockouten havde en ødelæggende effekt på arbejderkvarterer, hvor mange kom til at sulte. Med tiden begyndte donationer fra borgerskabet såvel som fra udlandet dog at strømme ind for at kompensere de lockoutede arbejdere.
Efter fire måneders konflikt endte storlockouten med et forlig - septemberforliget - der på den ene side anerkendte arbejdernes ret til at organisere sig, men omvendt også anerkendte arbejdsgivernes ret til at lede og fordele arbejdet - begge sider anerkendte også at fremtidige uenigheder burde løses ved overenskomstforhandlinger eller voldgift. Visse arbejdergrupperinger, der var utilfredse med septemberforliget, stiftede en syndikalistisk udbrydergruppe i form af Fagoppositionens Sammenslutning.